# 巴基斯坦經濟
巴基斯坦經濟是亞洲新興市場，农业是巴基斯坦的经济支柱产业，水稻、小麦、甘蔗、棉花、糖等粮食和经济作物是人民主要收入。也有天然气、石油、煤铁铜等資源若干開採，大理石和宝石在南亞一帶也有不少出口市場。2009－2012年經濟成長率分別為3.6%、3.5%、3.0%及4.2%，新興市場中屬低速增長，貿易逆差171億美元，另有583億美元總外債。
整體經濟處於輕工業開發出口階段，紡織業是現階段多數農民脫貧進城的主力產業，进口产品主要是石油及相关制品，巴基斯坦国内能源供应不足，电力短缺問題突出，國營電力事業2012年5月亦發生無法支付民營發電業者之違約情事。恐怖袭击时有发生也造成一些經濟阻礙，但是巴基斯坦與中華人民共和國有大量經濟和科技交流，中方累計投資數百億美金於巴國各經濟開發區，成為马六甲之外的另一條海上運輸線直接通往新疆，巴方也希望在綠色能源和機械方面有更多合作和投資。
911恐怖攻擊事件後，美國需要拉攏前親密盟友巴基斯坦合力對付阿富汗的蓋達恐怖組織，兩國關係趨於緊密。作為支持美國的回報，巴基斯坦得到大量經濟援助與IMF優惠貸款，成為僅次以色列與埃及的最大美援受惠國，但是美國內部不少人懷疑巴基斯坦並不值得信任，也有可能私下支持蓋達組織，使兩國關係趨於緊張，只維繫在純粹利益援助的交換上。
2018年10月，有報導稱巴基斯坦的外匯儲備已减少至不足80亿美元，现有的外汇储备只够支付贷款利息和6个星期的进口付款。報導稱中国计划向巴基斯坦提供一笔数目不详的财政援助，而阿拉伯联合酋长国也在积极考虑向巴基斯坦提供最多为60亿美元的金融救助，以帮助巴基斯坦应对日益严重的收支平衡危机。另一國家沙特阿拉伯已承諾向巴基斯坦提供60亿美元财政支持。

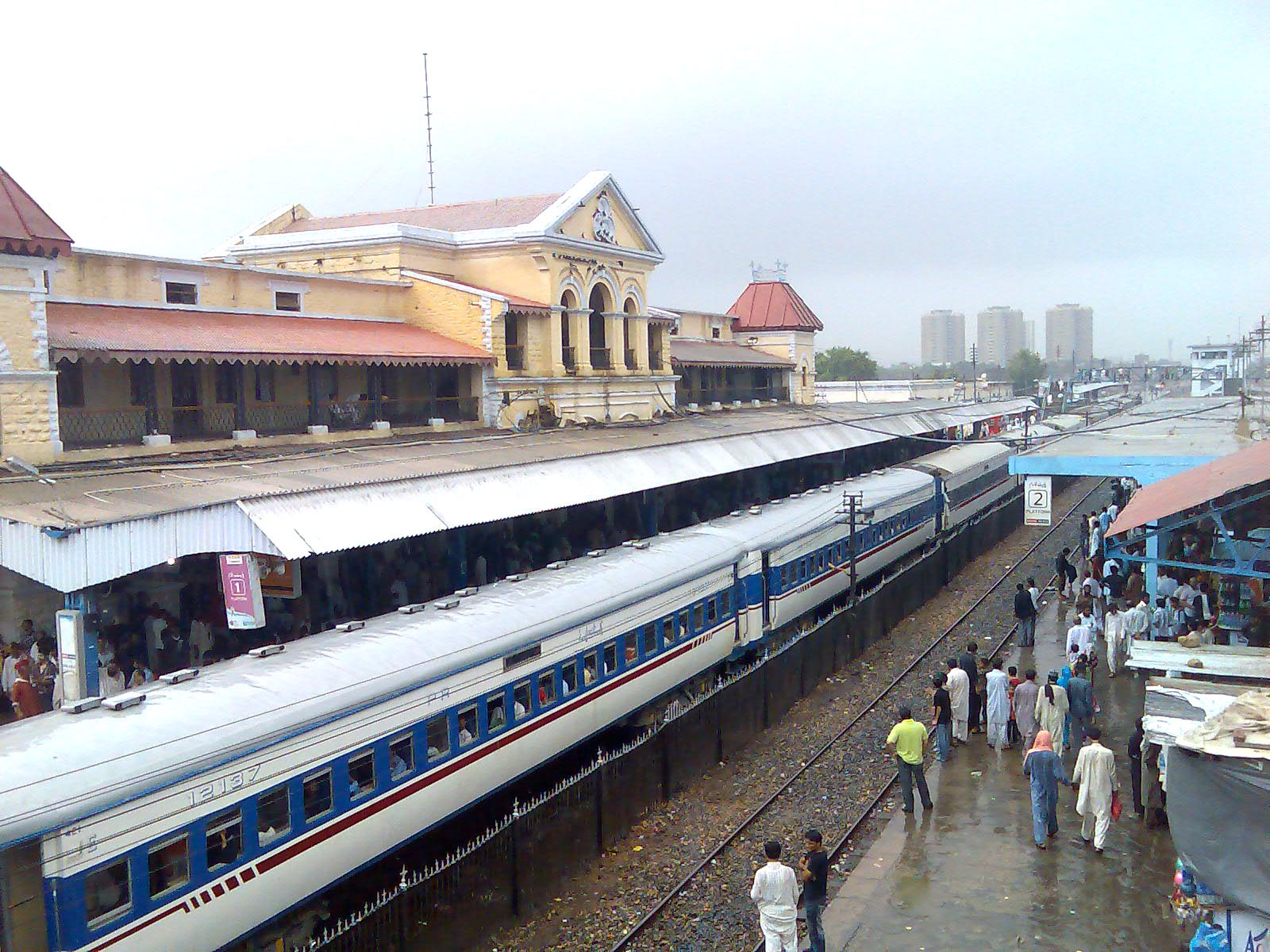
首都客運線
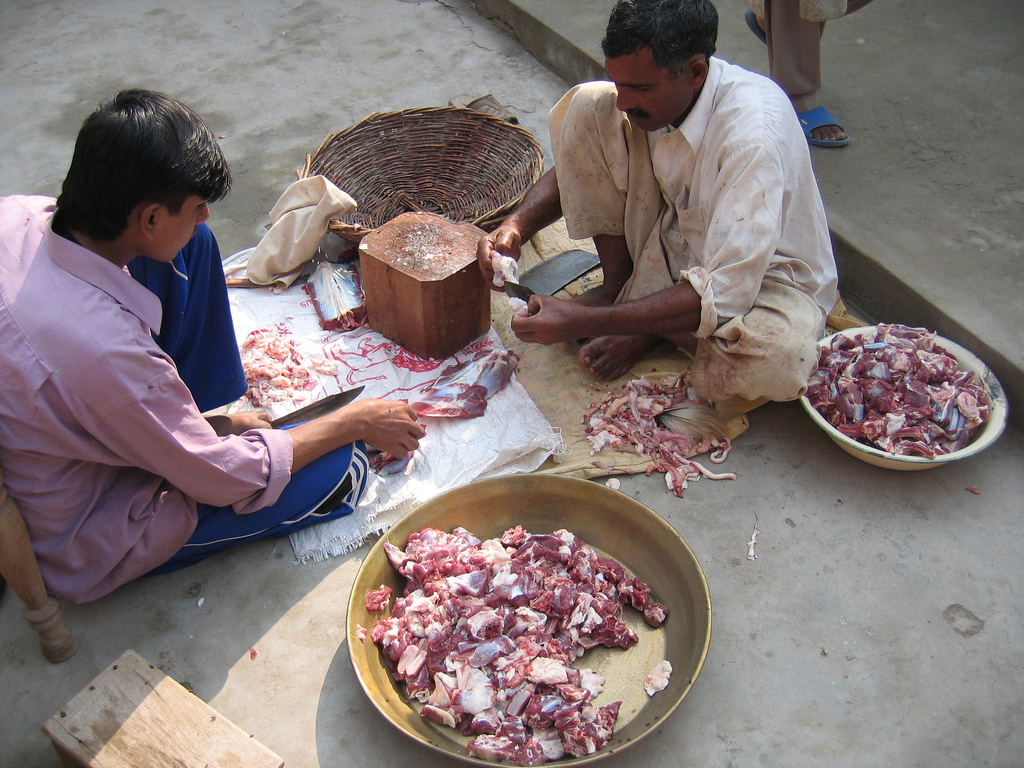
肉類加工廠
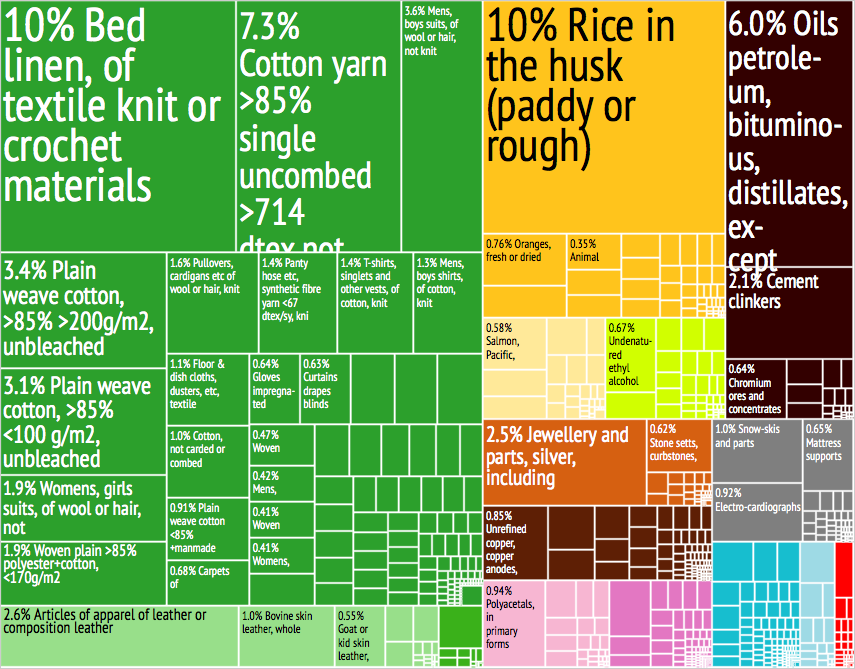
出口品以紡織和農產為主
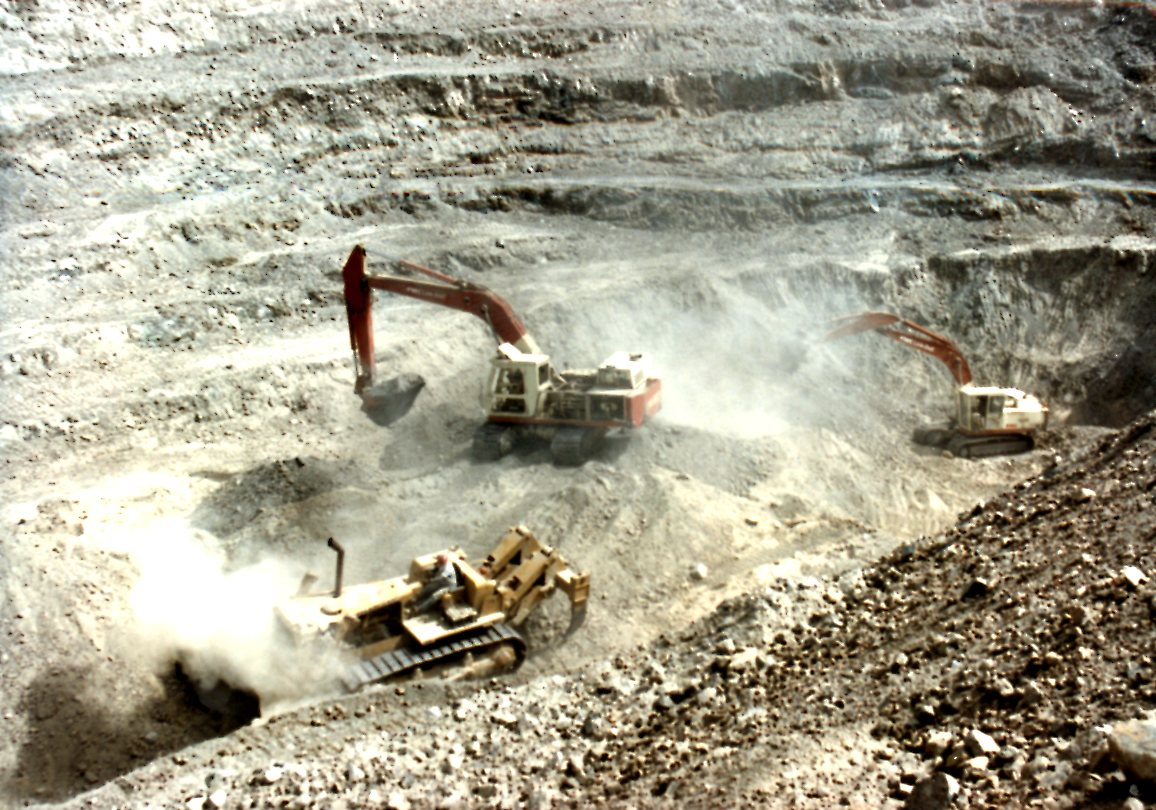
礦場
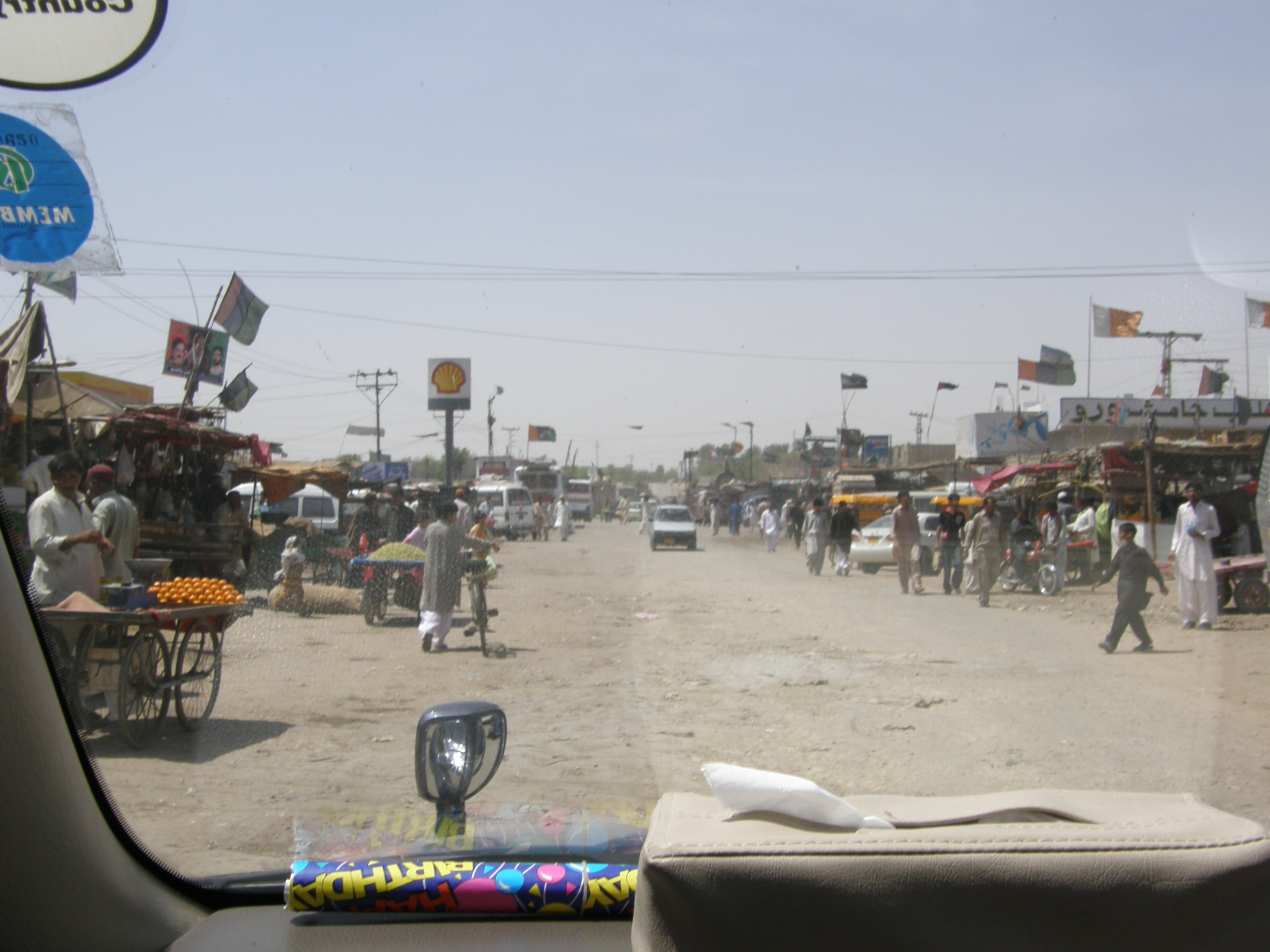
首都住宅區